# ヤペテ
ヤペテまたはヤフェトは、旧約聖書創世記、ノアの方舟の物語に登場するノアの3人の息子の一人である。創世記では父ノアからセムとともに祝福されている。
また、大洪水の後他の兄弟とともに子孫を各地に広げた人物とされており、『創世記』第10章の系譜によるとヤペテの息子はゴメル、マゴグ、マダイ、ヤワン、トバル、メシェク、ティラスといい、それぞれが以下の地域の民族の始祖とされた。
- ゴメル → ガラテア
- マゴグ → スキタイ
- マダイ → メードイ
- ヤワン → イオニア・ギリシャ
- メシェク → カッパドキア（ここの町にマザカというものがありヨセフスはこれをメシェクが訛ったものとしている）
- ティラス → トラキア

これらのうちゴメルとヤワンの息子はさらに植民を広げ、以下の人々の始祖とされた。
- ゴメルの息子たちが「アシケネズ→レギネス（未詳）・リパテ→パフラゴニア（黒海南岸）・トガルマ→フリュギア」
- ヤワンの息子たちが「エリシア→アイオリス・タルシシ→タルシス・キッテム→キュプロス」

（後の地名との対応は『ユダヤ古代誌』第I巻vi章の解説より）
このため中世から近代までのヨーロッパやイスラム圏では、ヤペテの子孫が今日の白人であるとする説が広く信じられた。キリスト教原理主義では創造論とともに現在もこの説を踏襲する。
他にヤペテをギリシャ神話でアトラースやプロメーテウスなどの父親であるティーターン神族の「イーアペトス」と関連付ける見方や、本来はペリシテ人の始祖とされた人物なのではないかといった説もある。

## 「ヤペテ人種」
ウィリアム・ジョーンズは「諸民族の起源と系統について」と題した講話においてヤペテを「インド系」の起源とした。

## 脚註
1. ↑  創世記(口語訳)#9:20-27
2. ↑  フラウィウス・ヨセフス 著、秦剛平 訳『ユダヤ古代誌1』株式会社筑摩書房、1999年、ISBN 4-480-08531-9、P60-62。
3. ↑  『創世記』10章ではペリシテ人はハム系だが、第9章のノアの言動の不自然な点から「ハム」は本来カナン人のみを指していたとするもの。
4. ↑  関根正雄 『旧約聖書 創世記』 株式会社岩波書店、2007年第78刷（第1刷は1956年、1967年第17刷と1999年第69刷で改版あり）。ISBN 4-00-338011-8、P198-200註釈。
5. ↑  安川隆司「リベラリズムとオリエンタリズム : ウィリアム・ジョーンズの政治思想とインド論」Study Series; No.24, 一橋大学社会科学古典資料センター、1991年3月30日。